# Фрэнк, Тенни
Те́нни Фрэнк (англ. Tenney Frank; родился 19 мая 1876 года, Канзас, США — умер 3 апреля 1939 года, Оксфорд, Великобритания) — американский учёный-антиковед и классицист. Член Британской академии.

## Биография
Родители его были корнями из Швеции. Детство прошло в строгом религиозном воспитании на небольшой семейной ферме, которую семья потеряла в экономический кризис 1890 года, переехав затем в Канзас-сити штата Миссури. В школе его подтолкнул к классическим штудиям учитель театрального искусства немецкого происхождения.
Окончил Канзасский ун-т (бакалавр классики (и геологии) с высшим отличием, 1898). Степень магистра искусств получил в Айове в 1899 году. Последовал в Чикагский ун-т для получения степени доктора философии в 1903 году; где одновременно инструктор латыни в 1901-4 гг. Там его учителем стал William Gardner Hale. В 1904—1919 гг. профессор латыни в Брин-Мор-колледже. В 1910-11 гг. посещал Германию, где побывал на лекциях Эдуарда Мейера. Побывав в Европе он выступил с мнением о том, что историки там находятся слишком под влиянием современных им событий. В 1919-39 гг. профессор истории в Ун-те Дж. Хопкинса. Там под его руководством получил степень доктора философии Роберт Броутон.
Автор двух глав в 1-м изд. «Кембриджской ист. др. мира» (т. 7, 1928).
Был женат с 1907 года.